# 吉田苞竹
吉田 苞竹（よしだ ほうちく、明治23年（1890年）12月20日 - 昭和15年（1940年）5月1日）は、山形県生まれの書家である。字は子貞、苞竹は号で、別号に無為庵主人・逍遙窟主人・清泉などがある。晩年の作品の落款には「苞竹懋」・「懋」など、懋を使用していることが多い。

## 業績
大正時代末期から大規模な書道団体の結成が相次ぎ、書道展が開催された。この近代書壇史の始まりという華々しい時期に新鋭として頭角を現わし活躍した書家で、比田井天来が「東の苞竹、西の尚亭」と称したほどである。中国の有名な碑帖などを掲載した『碑帖大観』という今までに例のない出版物を刊行し、また月刊誌『書壇』を創刊するなど書道の普及に力を入れた。『書壇』創刊号はたちまちに売り切れ、再版するほどの盛況ぶりだったという。この『書壇』で育った大勢の大家が活躍し、書道界の発展に大きく貢献した。

## 略歴
- 明治23年（1890年） - 山形県西田川郡鶴岡町に生まれる。
- 明治35年（1902年） - 黒崎研堂の門に入り、書道と漢籍を学ぶ。
- 大正4年（1915年） - 文部省教員検定試験習字科に合格する。
- 大正8年（1919年） - 書道研究の大願の志を立て上京する。
- 大正10年（1921年） - 松本芳翠、相沢春洋とともに『書海』を刊行する。
- 大正13年（1924年） - 『碑帖大観』第1巻を刊行する。
- 昭和3年（1928年）
  - 『碑帖大観』全50巻が完結する。
  - 書壇社を設立し、月刊誌『書壇』を創刊する。
  - 同志とともに発起人となって戊辰書道会を結成する。
  - 戊辰書道会第1回展が開催され、審査員となる。
- 昭和5年（1930年）
  - 泰東書道院第1回展が開催され、審査員となる。
  - 『書の光』を刊行する。
- 昭和7年（1932年） - 同志とともに東方書道会を結成し、董事・審査員となる。
- 昭和10年（1935年） - 『書学講話』を刊行する。
- 昭和13年（1938年） - 『書道教育』を刊行する。
- 昭和15年（1940年）
  - 永眠。
  - 『書道読本』が刊行される。
- 昭和16年（1941年） - 『書談』が刊行される。
- 昭和18年（1943年） - 財団法人書壇院が設立される。

明治23年（1890年）、山形県西田川郡鶴岡町（現在の山形県鶴岡市）に生まれる。小学校1年の時から首席を通し12歳の時、黒崎研堂の門に入り書道と漢籍を学ぶ。山形県師範学校卒業後、小学校訓導となる。黒崎研堂の紹介で日下部鳴鶴に入門し大正4年（1915年）、文検習字科に合格した。
大正8年（1919年）、書道研究の大願の志を立て上京し東京青山南町に住居を構える。大正13年（1924年）、『碑帖大観』第1巻を刊行し以後、毎月発行して4年後、全50巻を完結させた。昭和3年（1928年）、書壇社を設立し月刊誌『書壇』を創刊する。同年、苞竹とその同志たちが発起人となって戊辰書道会を結成し第1回展で審査員となる。また泰東書道院第1回展の審査員、東方書道会の董事・審査員などを歴任した。

## 書道会の創立に尽力

### 戊辰書道会の創立
大正13年（1924年）8月、豊道春海の尽力により当時のほとんどの書家を結集した日本書道作振会が創立した。毎年大規模な書道展を開催していたが第3回展が終わり明けて昭和3年（1928年）1月2日、8人の青年書家によって書道会の創立宣言が発せられ書道界を震撼させた。長谷川流石・川谷尚亭・吉田苞竹・高塚竹堂・田代秋鶴・松本芳翠・佐分移山・鈴木翠軒（いろは順）の8人を発起人とするこの書道会創立宣言書には、「新たなる書道会を創立し、書道の健全なる向上発展を図ると同時に実力本位により新進の大成を期す」（抜粋）とある。こののち書道団体の離合集散が始まる。
この8人が中心となって昭和3年（1928年）7月に結成したのが戊辰書道会であり、日本書道作振会からの分離独立によって書道界は二分された。同年11月、戊辰書道会の第1回展が日本美術協会で開催され苞竹ら発起人の8人は第二審査委員をつとめている。

### 東方書道会の創立
戊辰書道会の創立から僅か2年後の昭和5年（1930年）6月、日本書道作振会と戊申書道会が統合して新団体泰東書道院が結成され、苞竹は第1回展の審査員になった。
昭和7年（1932年）1月1日、書家7人が伊勢神宮に参拝し神前に泰東書道院を分断して新しい書道会の創立の誓いを立てた。東京から吉田苞竹・松本芳翠・高塚竹堂、中部から佐分移山・長谷川流石、関西から辻本史邑・黒木拝石の7人である。のちに川村驥山・服部畊石・柳田泰雲・篠原泰嶺が加わり昭和7年（1932年）4月、東方書道会を結成し苞竹は役員（董事）・審査員をつとめた。

## 鄭道昭に傾倒
苞竹は鳴鶴門下として忠実に鳴鶴の書を学び、以後隷書は『張遷碑』、楷書は鄭道昭の『鄭文公碑』、草書は孫過庭の『書譜』をよく学んだ。特に鄭道昭に傾倒し、『書壇』誌上で鄭道昭について次のように述べている。

- 「王羲之が支那の南方を代表する書聖とすれば、鄭道昭は支那の北方を代表する書仙人である。」（昭和4年（1929年）4月発行『書壇』第4号）
- 「王羲之の行草は大に習ふべきものがあるが、その楷書に至っては、皆小字で、其の翻刻は後世愈々眞を失ってゐる。然るに鄭道昭の摩崖の楷書三十餘種、千載の下なほ神采の燦たるものがある。その用筆の變化、其の気象の博大、以て臨池家の範と為すべきものである。」（昭和10年（1935年）『書壇』）
- 「鄭道昭の字は極めて懐の廣い字である。運筆は頗る變化に富んで、いくら習っても厭きない字である。六朝時代の書といへば、皆奇抜な字と思ってゐる人もあるようだが、此の鄭道昭の書は最も正しく書いてゐる。之を至上の藝術書と称しても、決して過言ではないと思ふ。」

## 生誕110年詩書碑建立
平成12年（2000年）3月、苞竹の生誕110年を期して苞竹の鄭書を讃えた詩書碑（自作の詩書『論書詩』）が中国山東省の雲峰山に建立された。

## 主な作品

### 論書詩
昭和12年（1937年）に鄭道昭の碑を詠んだ五言絶句の詩である。得意の行草体で書き鄭道昭の書を称える落款文（鄭文公季子…）をつけ、伸びやかな運筆で堂々とした風格のある書になっている。

### 伊楼波歌六曲屏風一双
昭和13年（1938年）にいろは歌を草仮名で書いたものである。『書譜』がその根底にある作といわれている。

## 師弟関係
- 日下部鳴鶴
  - 黒崎研堂
    - 吉田苞竹
      - 松井如流

  - 吉田苞竹